# Sherrie Levine

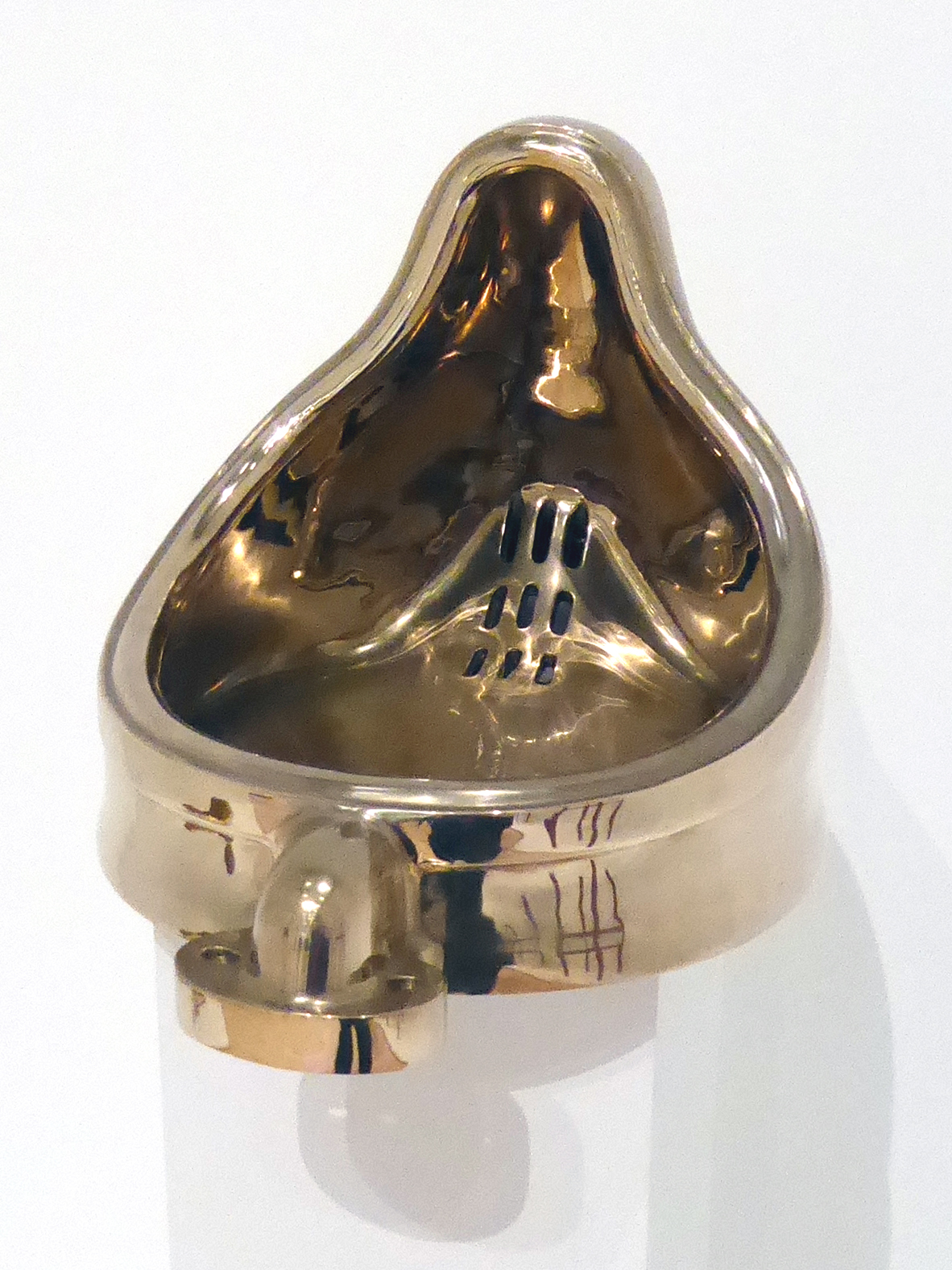
Hommage an Duchamps berühmtes Readymade. Levine verwandelt sein Werk wieder in ein "Kunstobjekt", indem sie die Materialität und Verarbeitung steigert.

Sherrie Levine (* 17. April 1947 in Hazleton, Pennsylvania) ist eine US-amerikanische Fotografin und Konzeptkünstlerin, die der Appropriation-Art-Bewegung zugerechnet wird. Es gibt vergleichsweise wenige biographische Daten zu ihrer Person, da Levine sich nicht an der „Mythenbildung“ im Kunstbetrieb beteiligen möchte.

## Leben
Levine wuchs in St. Louis auf und besuchte die University of Wisconsin, Madison. Dort legte sie 1969 ihren BA sowie 1973 ihren M.F.A. ab. Soweit bekannt, arbeitete sie danach lange Zeit als Fotografin und Fotodesignerin in der Werbebranche. 1975 zog sie nach New York City. Ende der 1970er Jahre trat sie mit ersten künstlerischen Arbeiten hervor, u. a. mit Collagen, die Levines Aussage nach im damaligen Kontext der Correctness und einer feministischen Kunst-Strategie standen. 1981 hatte sie dann zusammen mit anderen Künstlern eine erste vielbeachtete Ausstellung: sie zeigte Fotografien der bekannten Depressionszeit-Fotografien von Walker Evans, direkt abgelichtet aus Kunstkatalogen.

## Werk und Wirkung
Kritiker machten schon bei Levines Bilderserie „After Walker Evans“ einen Kommentar zum Ableben der modernen Kunst, eine Infragestellung von Autonomie und Authentizität des Kunstwerks aus. Diverse poststrukturalistische Erklärungen zum Werk wurden nachgereicht, mitunter auch von der Künstlerin selbst. Das Kunstwerk war nun auch in den Galerien explizit im „Zeitalter seiner technischen Reproduzierbarkeit“ (Walter Benjamin) angekommen; Freibeuterei nur wenige Jahre, nachdem der Kunstmarkt Originalabzüge großer Fotografen als Handelsware akzeptiert hatte? Ging es um eine Negation des Warencharakters in Kunstbetrieb und restlicher Welt? Levine im Rückblick: „Meine Arbeiten sollten nie etwas anderes sein als Waren“. Das beruhigt einerseits und trifft auch zu: längst hängen die Arbeiten der Appropriation-Art selbst in den Museen. Andererseits muss man kritisch hinterfragen: ist ein solch offener Hinweis auf die Kommodifizierung von Kunst nicht anstößig und selbstzerstörerisch?
Levine: „Oft werden Kunstwerke durch Reproduktion und Ehrfurcht derart verdinglicht, das ihre Bedeutung im Schwulst untergeht. Bei Werken, die ursprünglich besonders leichtfüßig und rebellisch daher kamen, geraten solche Erscheinungen dann zur kompletten Ironie.“
Wenig Wunder, dass sich Sherrie Levine später weiteren vormals provokanten Momenten moderner Kunst widmete, etwa Duchamps frecher Geste des im Kunsttempel präsentierten Urinals. Levine zeigte eine Reproduktion dieser „Fountain“ in Form einer hochglanzpolierten Bronze.
Levine: „Es war immer meine Absicht, bei Kunstwerken den Aspekt der überzogenen Bedeutungszuschreibung zu betonen.“
Die Künstlerin präsentierte in den folgenden Jahren u. a. Zeichnungen nach de Kooning, Schiele und Malewitsch, sowie Aquarelle nach Mondrian, Matisse und El Lissitzky, durchgängig Werke männlicher Avantgardisten, „Heroischer Modernisten“ also.
Levine: „Wie die meisten Frauen bin auch ich es Leid, mich von Männern darstellen und repräsentieren zu lassen.“
Die poststrukturalistischen Phrasen rund um die Appropriation-Kunst werden heute sparsamer gestreut als noch in den 1980er Jahren, Levine kommentiert ihre Werke inzwischen auch simpler: „Jeder halbwegs intelligente Betrachter versteht, dass das Bild eines Bildes ein sehr seltsames Ding ist. Natürlich gefällt so etwas nicht jedem... Ich mache meine Kunst nicht, um etwas zu beweisen oder eine Theorie zu demonstrieren.“
Levine will auch nicht mehr – falls sie es denn je plante – die Idee des künstlerischen Originalwerkes abschaffen, sondern die dank „Klassischer Moderne“ verengten Begriffe von Authentizität und Originalität wieder erweitern und zur Diskussion stellen.
Levine: „Ich versuche, mich nicht vom Original tyrannisieren zu lassen. Was mich wirklich interessiert, ist die Herstellung meiner Beziehung zum Bild.“
Damit ist die Geschichtlichkeit von Kunst gemeint, auch die persönliche Rezeptionsgeschichte und Aneignung (eben: „Appropriation“), ferner die Schichten ihrer Vermittlung: Kunst erreicht uns heute per Postkarte, im Kalenderdruck, im Kunstbuch, durchs Fernsehen oder per Internet. Über Werbespots und Videoclips kommen sogar Menschen, die nie ein Museum betreten würden, in sekundären oder tertiären Kontakt zu künstlerischen Originalen. Diese komplexe Rezeption über mehrere Bedeutungs- und Vermittlungsebenen hinweg will die Appropriation-Art thematisieren. Levine schildert sehr anschaulich, wie sie sich als Jugendliche in der amerikanischen Provinz Kunstwerke über Reproduktionen aneignete. Die schon auf Tilgung persönlicher Handschrift angelegten Werke der Minimalisten z. B. waren im Katalog noch flacher, noch anonymer und also noch perfekter.
Ein weiterer Aspekt der Geschichtlichkeit des Kunstwerks ist seine Entstehung durch vielerlei (auch äußere) Einflüsse, denen Künstler, angeregt durch Vorläufer und Umwelt, Form geben. „Was wäre unsere Kultur ohne Anleihen, Adaptionen und Nachahmungen?“ (Christopher Hitchens). Nebenbei rüttelt eine solche Sicht auch an aktuellen Auffassungen von Urheberschaft und Urheberrecht.
Levine: „Ich sehe meine Arbeit als einen Frontalangriff auf die Furcht vor dem Epigonalen/ auf die Einflussangst.“

## Zitate
- „Appropriation ist ein Etikett, das mich schaudern läßt.“
- „Die Leute werden schon unruhig bei der Frage, was ich wohl als nächstes machen werde, und das allein gibt mir bereits viele Anregungen.“
- „Man Ray und Marcel Duchamp betrieben eine Sorte von Infantilismus, die äußerst charmant ist.“
- „Meine Kunst soll Spaß machen, das heißt aber nicht, dass ich es nicht ernst meine.“

## Ausstellungen (Auswahl)
- 1977 Pictures, Artist Space, New York[1]
- 1999 After Atget, im Kunstverein, Hamburg[2]
- 2011/12 im Whitney Museum, New York
- 2016/17 Sherrie Levine. After All, Werke 1981–2016; Neues Museum Nürnberg[3]